# 栉毛蚶属
栉毛蚶属（学名：Didimacar）是细纹蚶科下的一个属。

## 下属物种
本属包括以下物种：
- 黑栉毛蚶 Didimacar nigra (Lamy, 1907)
- Didimacar tenebrica (Reeve, 1844)